# Juana Avellaneda Soto
Juana Natividad Avellaneda Soto (Andamarca, 1 de diciembre de 1954) es una profesora, educadora y política peruana. Fue diputada por la región Junín durante el disuelto periodo 1990-1992.

## Biografía
Nació en la ciudad de Andamarca, ubicado en la provincia de Concepción del departamento de Junín, el 1 de diciembre de 1954.
Cursó sus estudios primarios en la localidad de Comas en la Concepción y los secundarios en el Colegio Nacional Nuestra Señora de Cocharcas de la ciudad de Huancayo.
Entre 1985 y 1990, estudió educación en la Universidad de San Martín de Porres en Lima.

## Carrera política
Juana Avellaneda se inició en el ámbito político como miembro de Cambio 90, movimiento político liderado por Alberto Fujimori con el que postulaba a la presidencia del Perú en las elecciones generales del año 1990. Avellaneda postuló a la Cámara de Diputados representando a su natal Junín y logró salir electa como diputada, con 3,001 votos, para el periodo parlamentario 1990-1995. Sin embargo, su cargo en el Congreso fue disuelto el 5 de abril de 1992 tras el sorpresivo golpe de Estado decretado por Alberto Fujimori en un mensaje presidencial. Tras esto, Avellaneda formó parte de la oposición al régimen y junto con los demás diputados manifestaron su rechazo hacia la medida. Apoyó la toma de mando de Máximo San Román como presidente interino en el Colegio de Abogados de Lima.
Luego del golpe de estado, Fujimori decidió convocar a elecciones para el Congreso Constituyente Democrático, Avellaneda postuló por el partido Solidaridad y Democracia (SODE), sin embargo, no resultó elegida. Intentó nuevamente volver al Congreso en las elecciones de 1995 como miembro de Unión por el Perú y en las elecciones del año 2000 por el partido Perú Posible, ambas ocasiones sin éxito. Se afilió al partido Reconstrucción Democrática y luego fue candidata como segunda vicepresidenta en la plancha presidencial de José Cardo Guarderas en las elecciones del 2006 no obteniendo altos resultados.
En el año 2005, reapareció junto con los exparlamentarios de Cambio 90 protestando sobre la extradición de Alberto Fujimori.
Integró la plancha presidencial de Fernando Olivera por el Frente Esperanza para las elecciones presidenciales del 2016, quedando en el séptimo lugar.